# Râul Andalién
Râul Andalién este un râu situat în regiunea Biobío, provincia Concepción, Chile. 